# Soraya Bouabsa
Soraya Bouabsa (* 1997 in München) ist eine deutsche Schauspielerin.

## Karriere
Nach dem Abitur erlangte Bouabsa erste Schauspielerfahrungen am Münchner Residenztheater. Sie spielte die Hauptrolle im Stück LILJA 4-EVER, das unter der Regie von Anja Sczilinski von 2017 bis 2019 aufgeführt wurde. Ab 2022 trat sie als Chorführerin in Medea, ebenfalls am Residenztheater, auf.
In diesem Zeitraum hatte Bouabsa auch erste Auftritte in deutschen Fernsehfilmreihen: 2020 war sie in Gipfelstürmer – Das Berginternat zu sehen, in den folgenden beiden Jahren spielte sie jeweils die Hauptrolle in drei Folgen von Marie fängt Feuer und einer Folge von Die Chefin.
Im Jahr 2022 nahm Bouabsa das Schauspielstudium an der Theaterakademie August Everding auf. Im Rahmen ihrer Ausbildung stand sie in den Stücken Schreifragmente, Wir im Finale und Kassandra auf der Bühne der Theaterakademie.
Am Staatstheater Karlsruhe zu Gast spielte sie eine der beiden Hauptrollen im Stück Spring Awakening.

## Filmografie
- 2020: Gipfelstürmer – Das Berginternat (Episode 5: Sehtest)
- 2021: Marie fängt Feuer (Folgen 12: Coming Out)
- 2022: Die Chefin (Folge 80: Höhenrausch)
- 2022: Marie fängt Feuer (Folge 15: Ungewisse Zukunft, Folge 16: Das zweite Ich)

## Theatrografie
- 2017–2019: LILJA 4-EVER am Residenztheater, München (Regie: Anja Sczilinski)[2]
- 2022: Medea als Chorführerin am Residenztheater, München (Regie: Karin Henkel[10])
- 2023: Spring Awakening nach Frank Wedekind als Wendla am Staatstheater Karlsruhe (Regie: Katharina Stoll)[7][8][9]
- 2023: Schreifragmente nach Bildern von Edward Munch an der Theaterakademie August Everding, München (Regie: Yunus Wieacker)
- 2023–2024: Wir im Finale an der Theaterakademie August Everding, München (Regie: Katja Wachter)[6]
- 2024: Kassandra mit Texten aus Kassandra von Christa Wolf und Der Untergang von Walter Jens nach Euripides an der Theaterakademie August Everding, München (Regie: Thomas Lettow)